# E501 (additif)
Le numéro E501 est la désignation des carbonates de potassium comme additifs alimentaires. Ils sont utilisés comme correcteurs d'acidité et stabilisants, l'hydrogénocarbonate étant en outre utilisé comme poudre à lever.
- E501(i) désigne le carbonate de potassium, de formule K2CO3 (éventuellement hydraté)
- E501(ii) désigne l'hydrogénocarbonate de potassium, de formule KHCO3